# O Incio
O Incio – gmina w Hiszpanii, w prowincji Lugo, w Galicji, o powierzchni 146,09 km². W 2011 roku gmina liczyła 1875 mieszkańców.